# Recon
«Recon» es el octavo episodio de la sexta temporada de la serie de televisión Lost. Fue transmitido el 16 de marzo del 2010 por ABC en Estados Unidos y por CTV en Canadá.

## Trama

### En la realidad alternativa
Sawyer es un detective de la policía de Los Ángeles y tiene como compañero de trabajo a Miles. Tras enamorar a una mujer, simula ser un estafador para engañar y capturarla tras confesarle ella que es la esposa de un verdadero estafador. Está obsesionado buscando a Anthony Cooper, el hombre que causó la tragedia de sus padres. Por ello viajó a Australia, aunque mintió a Miles diciendo que iba a Palm Springs. 
Miles concertó una cita de Sawyer con Charlotte. Ella se interesa por saber por qué el decidió ser policía. Después de hacer el amor con él, Charlotte descubre en un cajón una carpeta de Sawyer con un recorte de prensa sobre la muerte de sus padres y la información sobre Cooper y al verla observando la carpeta Sawyer la echa de su apartamento. Miles confronta a Sawyer por mentirle sobre el viaje a Australia. Luego Sawyer visita a Charlotte intentando reconciliarse, pero ella lo rechaza. Sawyer decide abrir su pasado a Miles y le cuenta que piensa matar a Cooper cuando lo encuentre. Mientras conversan, su coche es golpeado fuertemente por otro en el que Kate trata de huir y al salir ella corriendo Sawyer la captura sorprendiéndose al ver que ya la había conocido (en el aeropuerto).

### En la isla
El Hombre de Negro conduce a los supervivientes de Los Otros que ha reclutado, así como a Sayid, Claire y Kate, a reunirse con su otro recluta, Sawyer, y con el herido Jin. Luego le impone a Sawyer la misión de ir a la isla vecina, donde está la Estación Hidra, para investigar qué pasó con los sobrevivientes del vuelo 316 de Ajira.
Claire intenta matar a Kate con un cuchillo (mientras Sayid observa pasivamente), pero el Hombre de Negro detiene a Claire y la reprende y luego explica a Kate por qué ella descargó así su ira por no tener a Aaron con quien se compara a sí mismo por tener una madre loca. Más tarde Claire se disculpa con Kate, le agradece por cuidar a Aaron y la abraza.
Sawyer encuentra apilados los cadáveres de los pasajeros del Ajira que habían sobrevivido y luego captura a Zoe (Sheila Kelley), una mujer que asegura ser la única de ellos que aun vive. Cuando Sawyer se da cuenta de que ella miente, hombres armados emergen de los matorrales y lo retienen, llevándolo al submarino donde conversa con Charles Widmore con quien hace un trato para entregarle al Hombre de Negro. Sawyer revela a este lo que Widmore pretende, por lo que el Hombre de Negro le agradece su lealtad. Luego Sawyer revela a Kate su verdadero plan: apoderase del submarino de Widmore para abandonar la isla.